# Spanish Town
Spanish Town est une ville de Jamaïque et le chef-lieu de la paroisse Sainte-Catherine, dans le comté de Middlesex. Elle est située à une quinzaine de kilomètres à l'ouest de la capitale, Kingston. Sa population s'élevait à 131 056 habitants au recensement de 2001.

## Histoire
Fondée en 1534, elle a été la capitale de la Jamaïque pendant plus de 300 ans. La vieille place municipale, de conception espagnole, est le principal intérêt historique de la ville. Au nord se dresse l'imposante statue de l'amiral George Rodney, sculptée par John Bacon, l'artiste le plus renommé de Grande-Bretagne à la fin du XVIIIe siècle. À l'est, la Chambre de l'Assemblée, faite de briques rouges, fait face à l'ancienne villa royale, lieu de résidence du gouverneur, en grande partie détruite par un incendie en 1925. La façade a dû être reconstruite et le bâtiment abrite maintenant le musée de la construction et de la technologie. Enfin, c'est également là que se dresse la cathédrale St James datant de 1714.
Spanish Town est la plus ancienne ville du Nouveau Monde à avoir été occupée sans interruption jusqu'à aujourd'hui. Elle devint la capitale de la Jamaïque lorsque les Espagnols abandonnèrent Sevilla la Nueva, sur la côte nord, trop inhospitalière, pour s'installer dans les plaines riches et fertiles du sud. Ils créèrent ainsi une nouvelle ville : St. Jago de la Vega, qui devint Spanish Town après sa prise par les Anglais. Aujourd'hui, on retrouve cette période espagnole dans les noms des rues : rue de l'Église blanche (White Church St.), où s'élevait l'église de la Croix-Blanche, rue de l'Église rouge (Red Church St.), où se trouvait l'église de la Croix-Rouge, et rue des Moines (Monk St.), où il y avait un monastère. En 1640, un boucanier britannique, qui pilla le village espagnol, la décrivit comme une ville située sur une plaine magnifique et spacieuse, composée de 400 ou 500 maisons, construites pour la plupart en torchis de cannes à sucre et de mortier, et embellie de cinq ou six imposantes églises et chapelles, ainsi qu'un monastère de frères franciscains.
En 1655, une expédition anglaise commandée par l'amiral William Penn et le général Venables débarqua quelques kilomètres au sud de Passage Fort et parvint à capturer l'île de la Jamaïque sans rencontrer de véritable résistance, les Espagnols ayant fui vers Cuba en emportant avec eux les objets de valeur. Ils donnèrent alors à St. Jago de la Vega le nom de Spanish Town. En peu de temps, tous les bâtiments en brique furent détruits et remplacés par des bâtiments en pierre. Le 16 novembre 1720, le pirate Calico Jack Rackham et son équipage y furent jugés pour piraterie et pendus le jour suivant.
La place municipale fut le cœur de l'île pendant trois siècles. Aujourd'hui, c'est une petite place tranquille qui permet d'admirer les vestiges du passé. La Fondation Historique de Spanish Town organise des visites des principaux sites historiques, d'une ancienne échoppe de tailleur et d'une maison jamaïquaine traditionnelle. Cette visite commence à Casa de la Vega dans la rue Barrett (Barrett St.), un bâtiment de brique restauré datant du XVIIIe siècle.

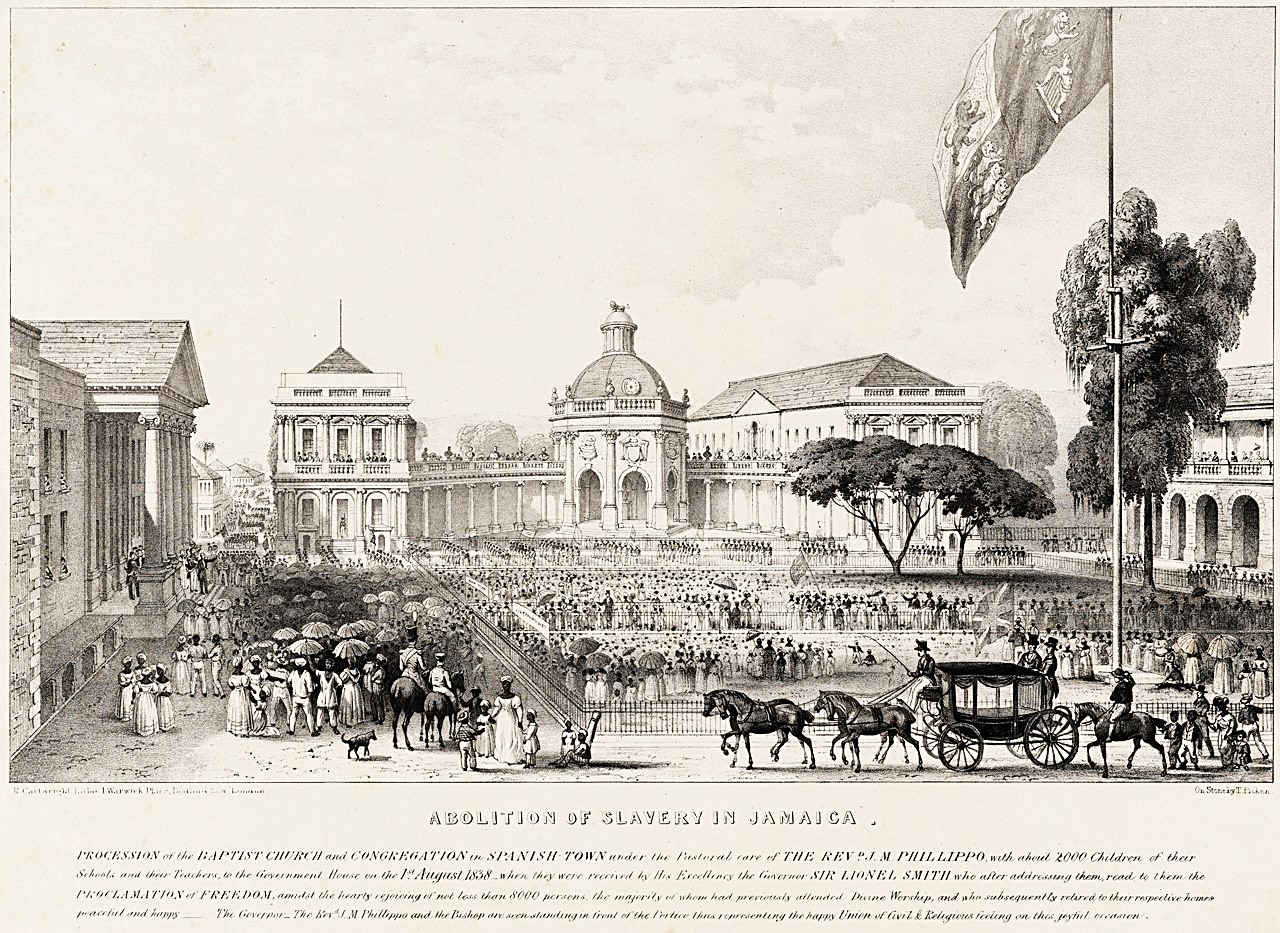
Proclamation de l'abolition de l'esclavage dans la colonie de Jamaïque, le 1er août 1838, depuis la maison du gouverneur à Spanish Town.

## Sports

### Équipes sportives de la Ville
Le rugby à XIII se développe dans la ville, avec la création d'une équipe, les vikings de Spanish town, qui disputent le Championnat de Jamaïque de rugby à XIII.

## Sources
- (en) Cet article est partiellement ou en totalité issu de l’article de Wikipédia en anglais intitulé « Spanish Town » (voir la liste des auteurs).

## Personnalités nées à Spanish Town
- Mary Anne Barker, écrivaine britannique
- Precious Wilson, chanteuse disco, y est née
- Joseph Jackson Fuller, missionnaire baptiste
- Grace Jones, artiste
- Jamar Rolando Mc Naughton (Aka Chronixx), artiste reggae
- Micheal Ward (en), acteur jamaïcain-britannique